# Python kyaiktiyo
Python kyaiktiyo (лат.) — вид змей из семейства питонов, обитающий в Юго-Восточной Азии.

## Описание
Общая длина составляет 1—1,5 м. Голова расширена в основе и чётко отделена от туловища. В отличие от других питонов имеет чёткий подглазничный щиток, который не сталкивается с верхнегубным щитком. На спине присутствует 180 небольших щитков. Окраска яркая и пёстрая, имеет кирпично-красный цвет с тёмными кругами или «глазками» спереди и более тёмной и чёткой полосой вдоль позвоночника.

## Образ жизни
Населяет тропические леса. Хорошо лазает и плавает. Встречается на высоте до 390 м над уровнем моря. Питается мелкими земноводными, птенцами.

## Размножение
Самка откладывает до 10 яиц. Впрочем процесс спаривания и появления молодых питонов ещё полностью не изучен.

## Распространение
Эндемик Мьянмы, обитает в области Мон.